# Gornje Mrzlo Polje Mrežničko
Gornje Mrzlo Polje Mrežničko is een plaats in de gemeente Duga Resa in de Kroatische provincie Karlovac. De plaats telt 651 inwoners (2001).